# MISD
MISD (ang. multiple instruction, single data) – architektura przetwarzania równoległego, w której wiele równolegle wykonywanych programów przetwarza jednocześnie jeden wspólny strumień danych. W zasadzie jedynym zastosowaniem są systemy wykorzystujące redundancję (wielokrotne wykonywanie tych samych obliczeń) do minimalizacji błędów.